# Michael Wadleigh
Michael Wadleigh est un directeur de la photographie et réalisateur américain, né le 24 septembre 1939 , à Akron (Ohio), États-Unis. 

## Filmographie
Michael Wadleigh est notamment connu pour son documentaire sur le Festival de Woodstock en 1970.

### Comme directeur de la photographie
- 1967 : Le Journal intime de David Holzman (David Holzman's Diary) de Jim McBride
- 1967 : Who's That Knocking at My Door de Martin Scorsese
- 1968 : No Vietnamese Ever Called Me Nigger
- 1969 : My Girlfriend's Wedding
- 1970 : Woodstock
- 1974 : Janis Joplin
- 1999 : Jimi Hendrix: Live at Woodstock

### Comme réalisateur
- 1970 : Woodstock
- 1981 : Wolfen
- 1990 : Woodstock: The Lost Performances (vidéo)
- 1999 : Jimi Hendrix: Live at Woodstock